# Познанский, Яков Моисеевич
Яков Моисеевич Познанский (при рождении Яков-Хаим Мойшевич Познанский; 25 декабря 1886 (7 января 1887), Кишинёв, Бессарабская губерния — 10 декабря 1937, Москва) — советский партийный и государственный деятель.

## Биография
Родился 25 декабря 1886 года (по старому стилю) в Кишинёве в семье Моисея Айзиковича (Мойше Азиковича) и Хаи Ароновны Познанских. Дед был купцом из Балты.
Член РСДРП с 1904 года. Член Исполнительного комитета Московского Совета, в январе — марте 1920 года — председатель Городского районного Совета в Москве. С июня по 25 октября 1920 года — председатель Томского губернского революционного комитета. C 28 октября 1920 года до января 1921 года — председатель Исполнительного комитета Томского губернского Совета.
В 1923—1924 годах — начальник Главного управления коммунального хозяйства НКВД Украинской ССР, заместитель народного комиссара внутренних дел Украинской ССР и председатель Правления Всеукраинского акционерного строительного общества. С 10 апреля 1923 по 20 ноября 1927 года — председатель Ревизионной комиссии КП(б) Украины.
С марта 1924 по апрель 1926 года — народный комиссар социального обеспечения Украинской ССР. До июля 1937 года работал экономистом-плановиком Книготоргового объединения государственных издательств, арестован 26 июля 1937 года, расстрелян 10 декабря 1937 года. Реабилитирован посмертно 11 сентября 1960 года.